# Ґизилґая (Кельбаджарський район)
Ґизилґая, також Арутюнаґомер (азерб. Qızılqaya, вірм. Հարությունագոմեր) — село у Кельбаджарському районі Азербайджану. Село розташоване за 35 км на південний захід від міста Мартакерта, за два кілометри на південь від траси Мартакерт — Варденіс та річки Тартар. За 5 км на північний схід розташвоане село Юхари (Верін) Оратаг, а за 7 км на північний захід розташоване село Ґозлукорпю (Ґетаван).

## Пам'ятки
В селі розташований цвинтар 18-19 століття, селище — пізнє середньовіччя, церква 18-19 ст., гробниці 2-1 тис. до н. е.